# Third Party
Third Party (stylisé Third ≡ Party) est un duo britannique de musique électronique, originaire de Londres, en Angleterre. Il est formé par Jonnie Macaire et Harry Bass, deux amis d'enfance. Le duo se fait plus particulièrement connaitre pour sa participation au titre Lions in the Wild (en) de Martin Garrix.

## Histoire
Le duo, originaire du comté d'Essex, produit notamment de la house progressive,, ce style étant « ce qui nous caractérise le plus » d'après le duo. Leur premier titre notable est enregistré chez Size, label de Steve Angello ; ce dernier va concourir durant plusieurs années à populariser le duo, qui connait alors une ascension rapide jusqu'en 2014. Cette année là, ils sortent le single Everyday of My Life qui leur apporte la reconnaissance en tant que DJ-producteurs et bénéficie de passages radios sur les ondes anglaises. Ils fondent l'année suivante Release Records, leur propre label, en partenariat avec Armada Music. Un an après, Martin Garrix fait appel au duo pour Lions in the Wild, le premier titre sur son propre label Stmpd Rcrds qu'il vient de créer : « ça nous a permis de toucher de nouveaux fans » précisent-ils. Third Party est alors à l'affiche de grands festivals, tel Creamfields et organise en parallèle des soirées nommées « Release ». 
Après deux ans de gestations et un travail final de plusieurs mois, ils sortent leur album Hope en 2017. Cette année-là, ils font l'« Opening » de l'Electrobeach organisée par DJ Magazine, ainsi que Tomorrowland.

## Discographie

Third Party sur la scène principale de Tomorrowland en juillet 2022.

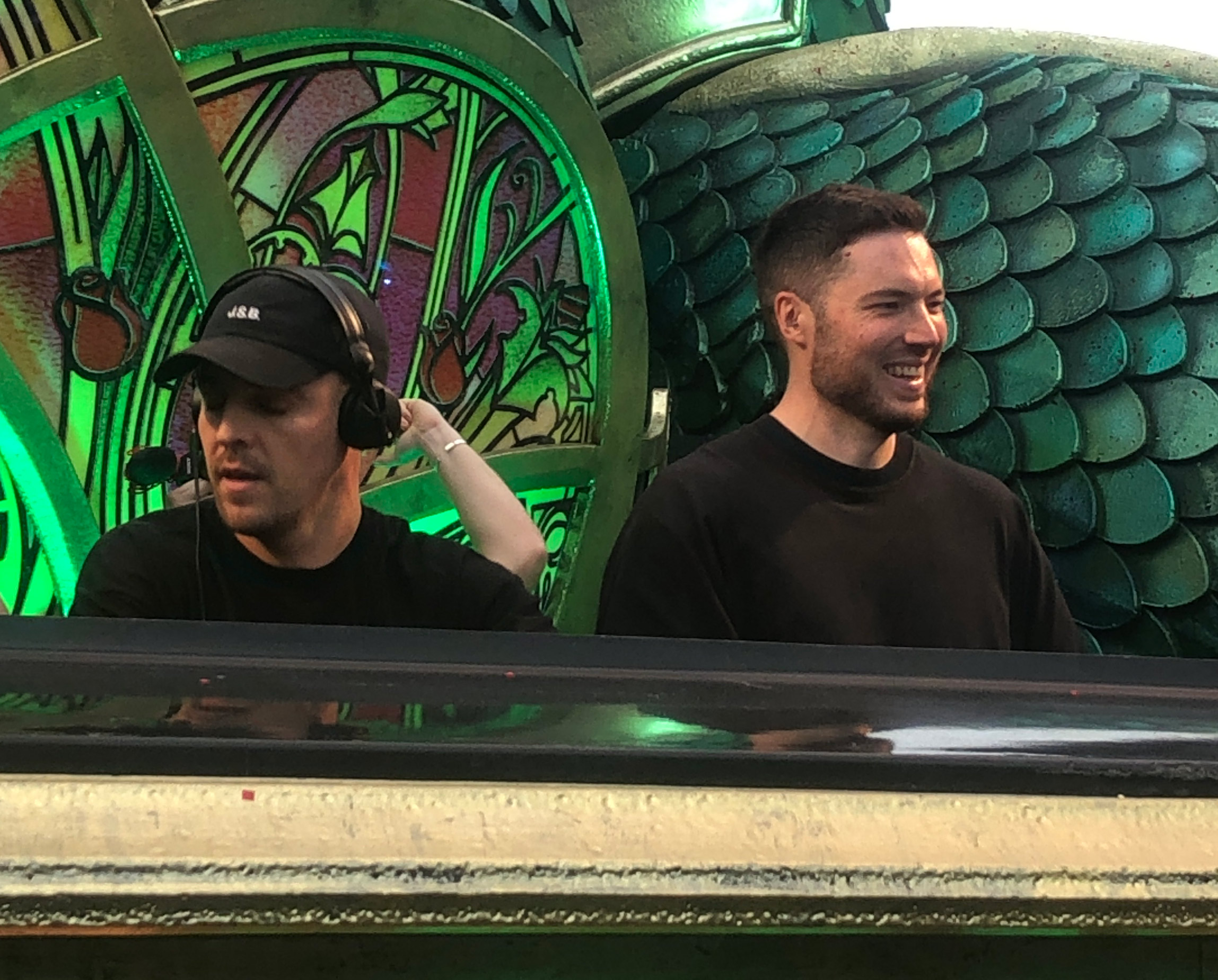
Third Party à Tomorrowland en 2023.

### Singles
- 2010 : Release
- 2011 : Duel
- 2012 : Feel (feat. Cicada)
- 2012 : Thank You (feat. Loleatta Holloway)[9]
- 2012 : Ligths (Avec Steve Angello)
- 2014 : Everyday of My Life
- 2015 : Nation (Rise Again) (x Arias feat. Daniel Gidlund)
- 2015 : Alive[10]
- 2015 : Arrival
- 2015 : Waiting
- 2016 : Collide (feat. Daniel Gidlund)[11],[12]
- 2016 : Real Sound (feat. Sentinel)[13],[14]
- 2016 : Lions in the Wild (avec Martin Garrix)[15]
- 2016 : Live Forever
- 2016 : Start It (avec Sentinel)[16]
- 2017 : Have No Fear
- 2017 : Hurt
- 2017 : Get Back
- 2017 : Without You
- 2017 : Guiding Light
- 2018 : Remember
- 2018 : Free
- 2019 : Falling (feat. First State & Anita Kelsey)
- 2019 : Higher
- 2019 : Shadows
- 2019 : Northern Lights
- 2019 : Come With Me
- 2019 : Together

### Remixes
- 2011 : Red Hot Chili Peppers - Otherside (Third Party Remix)[17]
- 2011 : Emeli Sande & Naughty Boy - Daddy (Third Party Remix)[18]
- 2011 : Junior Sanchez feat. Karmen - I Believe In (Swanky Tunese + Third Party Remix)[19]
- 2011 : Tiësto - What Can We Do (A Deeper Love) (Third Party Remix)[20]
- 2012 : Swedish House Mafia - Save the World (Third Party Remix)
- 2012 : Winter Gordon - Still Getting Younger (Third Party Remix)[21]
- 2015 : Sigma - Nobody to Love (Third Party Remix)[22]
- 2016 : Kygo - Firestone (Third Party Private Remix)[23]
- 2020 : Armin van Buuren feat. Cimo Frankel - All Comes Down[24]